# Cyganie (Kniaźnin)
Cyganie – opera komiczna do libretta Franciszka Dionizego Kniaźnina z muzyką Michała Kazimierza Ogińskiego, wystawiona w 1786.
Opera została wystawiona po raz pierwszy w teatrze przy pałacu Ogińskich w Siedlcach. Temat utworu został podsunięty autorowi przez Izabelę Czartoryską. Opera zdobyła uznanie na początku XIX wieku. W 1852 Stanisław Moniuszko wystawił Cyganów w Wilnie, zaś w 1860, po przeróbkach i z własną muzyką, w Warszawie jako Jawnuta.
Podczas konfederacji barskiej Cyganie porywają chłopskie dzieci, które po kilkunastu lata wracają z taborem do rodzinnej wsi. Utwór ukazuje perypetie miłosne Chichy (Zosi), uważającej się za Cygankę, oraz Stacha, syna wójta. Kniaźnin oddał w utworze realia życia Cyganów. Proceder porywania dzieci potraktował pobłażliwie. Cyganie w utworze jawią się jako „dzieci natury”, żyjące swobodnie i niepoddające się narzucanym normom cywilizacyjnym.